# Suverena Država Bektašijskoga Reda
Suverena Država Bektašijskoga Reda (albanski: Shteti Sovran i Urdhrit Bektashi) planirana je europska mikrodržava i grad država zamišljena na području Svjetskog sjedišta bektašija u Tirani. Njezina bi površina bila manja od Vatikana, što bi ju činilo najmanjom državom svijeta s površinom od 0,11 km2.
Planove o osnivanju iznio je albanski premijer Edi Rama, uz podršku vođe bektašija Babe Mondija. Mondi je napomenuo da će više detalja o osnutku države biti izneseni javnosti uskoro. Kao i u Vatikanu, državljanstvo bi dobio samo kler bektašija te službenici u vladi države. Stručnjaci aktivno rade na prijedlogu zakona za osnutak države, koje će morati prihvatiti Albanski parlament.

## Uprava i međunarodni odnosi
Baba Mondi, bektašijski dedebaba, izjavio je da bi on kao duhovni vođa postao poglavarom države, no s naglaskom na to da država ne bi imala vojsku, graničnu policiju niti sudove. Država bi dopuštala konzumaciju alkohola i slobodu odijevanja kod žena, što konzervativnije islamske teokracije tipično zabranjuju.
U intervjuu danom nakon objave o planiranju države, Baba Mondi izjavio je da bi državljanstvo nove države bilo ograničeno na bektašijski kler te državne službenike po uzoru na vatikansku upravu. Izrazio je također i uvjerenje da će međunarodno priznanje države uzdići status bektašijskoga reda i omogućiti mu djelotvornije suprotstavljanje radikalnim ideologijama koje su nikle diljem islamskoga svijeta te u međunarodnoj zajednici. Putovnica države bila bi zelene boje zbog njenog velikog značaja za islam.